# Verzorgingsplaats De Gagel
Verzorgingsplaats De Gagel is een Nederlandse verzorgingsplaats, gelegen aan de zuidzijde van de A50 Eindhoven-Emmeloord tussen knooppunt Paalgraven en afrit 17 in de gemeente Maashorst.
Aan de andere kant van de snelweg ligt verzorgingsplaats Ganzenven.
Richting Emmeloord: De Gagel · De Slenk · De Somp · Kolthoorn · Zalkerbroek
Richting Eindhoven: Zalkerbroek · Het Veen · De Brink · De Schaars · Weerbroek · Ganzenven · Sonse Heide